# Croton eluteria
Croton eluteria là một loài thực vật có hoa trong họ Đại kích. Loài này được Carl Linnaeus mô tả khoa học đầu tiên năm 1753 dưới danh pháp Clutia eluteria. Năm 1787 William Wright chuyển nó sang chi Croton như là Croton eleutheria (dẫn chiếu tới Clutia eluteria của Linnaeus).

## Từ nguyên
Tính từ định danh eluteria lấy theo tên đảo Eleuthera, đảo thuộc Bahamas.

## Phân bố
Loài bản địa Bahamas, Cuba, Cộng hòa Dominica, Haiti.

## Hình ảnh

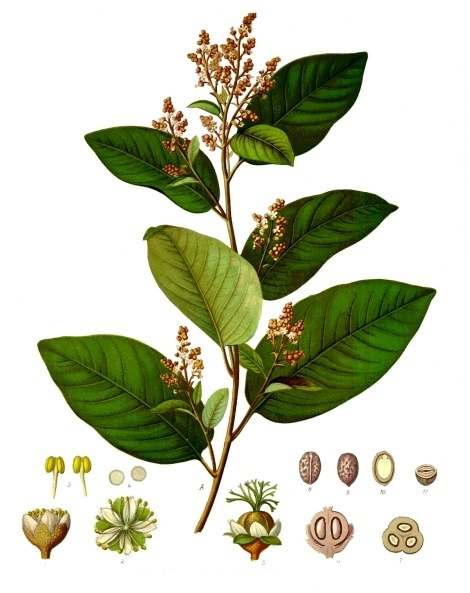